# Peter Mihelič (glasbenik)
Peter Mihelič, slovenski glasbenik in jazzovski pianist, * 26. februar 1968, Ljubljana.
Mihelič, ki je v New Yorku živeči pianist, je študiral klavir na ljubljanski Akademiji za glasbo ter na visoki šoli za glasbo in gledališko umetnost v Gradcu, kjer je 1990 tudi diplomiral.
Mihelič nastopa solistično, kot spremljevalec in kot član različnih instrumentalnih skupin v najpomembnejših koncertnih dvoranah, jazzovskih klubih in na festivalih v ZDA, Evropi in na Japonskem. Posnel je veliko skladb za RTV Slovenija, sodeloval pri snemanjih javnih in dokumentarnih televizijskih oddajah v Ljubljani, Avstriji, na Japonskem, v Nemčiji, Združenem kraljestvu in drugod. V iskanju novih glasbenih izrazov poskuša med drugim združiti različne glasbene smeri, predvsem klasično glasbo in jazz.